# 普莉希拉·陳
普莉希拉·陳（英語：Priscilla Chan，1985年2月24日—）是一位美國兒科醫生。她的丈夫馬克·朱克伯格為Meta的創辦人兼執行長。截至2015年，夫妻兩人已捐款給慈善機構約16億美元。2015年12月，她與朱克伯格宣布捐出價值約450億美元在Meta持有的99%股份，成立一個旨在參與慈善及政治行動的慈善機構陈和扎克伯格基金会。

## 生涯
陳出生於美國麻薩諸塞州布倫特里，在麻薩諸塞州昆西長大。她的雙親是乘著越南難民船來到美國的越南華人難民。她有兩個妹妹，小時候說的是廣東話，並且為祖父母擔任翻譯。她在2003年從昆西高中畢業，更擔任致告別辭的畢業生代表，也是班上同學公認的天才。根據馬克·祖克柏在Facebook的一篇文章，陳為佛教徒。
陳在2003年高中畢業後進入哈佛大學就讀，主修生物學。大學期間她與馬克·查克伯格相識，兩人更進一步交往。陳會講英文、普通話、西班牙語及廣東話，是家族中首位大學學士。大學畢業後她在私立哈克中學執教一年科學，接著在2008年進入加利福尼亞大學舊金山分校就讀醫學，2012年畢業，她在2015年夏天完成小兒科住院醫生訓練。2012年5月19日，Facebook股票上市隔日，她與朱克伯格結為連理。
2015年12月1日，陳與朱克伯格宣布他們的女兒陳明宇（Maxima Chan Zuckerberg）出生。
2017年8月29日，陳與朱克伯格宣布他們的二女兒August Chan Zuckerberg出生。

## 慈善事業
查克伯格和陳兩人已捐出超過16億美元的善款，其中也包含給陳任職過的舊金山總醫院，總額約7,500萬美元的捐款。他們在2013年捐出1,800萬張Facebook股份（價值超過9.7億美元）給矽谷社區基金會。《慈善紀事報》更在該年將他們夫妻倆列為50大慷慨美國慈善家之首。他們也捐獻了約1.2億美元的款項給三藩市灣區的公立學校。
2015年12月1日，在一封寫給他們新生女兒的公開信中，陳與朱克伯格宣布捐出價值約450億美元在Facebook持有的99%股份，成立一個旨在參與慈善及政治行動的慈善機構陈和扎克伯格基金会。
陳所從事的慈善項目與她的個人背景息息相關，主要著重於教育、醫療保健及科學。她也被認為是令其丈夫投身慈善的重要推手。她也在2016年於東帕羅奧圖成立一間非營利機構The Primary School，主要提供K–12教育及產前護理。